# Ladytron (альбом)
| Совокупная оценка    | Совокупная оценка |
| Источник             | Оценка            |
| -------------------- | ----------------- |
| AnyDecentMusic?      | 7.0/10            |
| Metacritic           | 78/100            |
| Оценки критиков      |                   |
| Источник             | Оценка            |
| AllMusic             | [ 3 ]             |
| Bust                 | [ 4 ]             |
| Drowned in Sound     | 7/10              |
| The Guardian         | [ 6 ]             |
| The Line of Best Fit | 7.5/10            |
| Mojo                 | [ 8 ]             |
| MusicOMH             | [ 9 ]             |
| Pitchfork            | 7.7/10            |
| Q                    | [ 11 ]            |
| Uncut                | 7/10              |

Ladytron — шестой студийный альбом английской электроклэшевой группы Ladytron. Был выпущен 1 февраля 2019 года на лейбле !K7.
Альбом получил в целом положительные отзывы от критиков и дебютировал под 26 номером в Scottish Singles and Albums Charts, а позже занял 3 место в чарте US Heatseekers Albums журнала Billboard.

## Об альбоме
После гастрольного тура альбома Gravity the Seducer в 2011 году, группа решила взять перерыв, и участники начали работать над своими сольными проектами. Мира Аройо сотрудничала с последним альбомом рок-группы The Projects — Elektrichka's Favorite Party Record, а также сделала несколько документальных фильмов. Дэниел Хант спродюсировал дебютный альбом Хелен Марни — Crystal World и первый за 20 лет релиз группы Lush (EP Blind Spot). Хелен Марни выпустила два сольных альбома (Crystal World и Strange Words and Weird Wars). Рубен Ву занимался фотографией, изобразительным искусством и музыкой для рекламы.
Ladytron планировали выпустить альбом сначала в 2013 году, потом в 2016, но у них не получилось.

## Запись альбома
18 июля 2016 года группа разместила на своём официальном сайте статью с подписью: «После пятилетнего перерыва после выхода их пятого альбома Gravity the Seducer, скоро начнётся ещё одна глава в истории Ladytron». 26 ноября 2016 года Ladytron разместила в Instagram изображение с микшерным пультом компании SSL, намекая на начало записи их шестого альбома. 28 февраля 2018 года Ladytron сделала объявление на площадке PledgeMusic, которое сопровождалось синглом «The Animals». Запись альбома началась 25 июня и закончилась 17 сентября. Хелен Марни заявила, что они «провели некоторое время в Юго-Восточной Англии, записывая его [альбом] около месяца или около того». Сопродюсером альбома стал Джим Аббисс, который также был сопродюсером альбома Witching Hour. Композиции «Paper Highways» и «Horrorscope», были спродюсированы Вайсом Кулером и Мирой Аройо.
Дэниел Хант описал этот альбом как «намного более тяжёлый, чем Gravity, который был намеренно более уравновешенным, лёгким альбомом». Марни добавила: «Для нас это все равно, что встретиться со старым другом. Вы оба изменились, но у вас все ещё есть общий язык. Знакомство перекликается с волнением».
На запись альбома был приглашён Игор Кавалера, который играл на ударных. Обложка, изображающая пару, бегущую к лесному пожару, была создана Рубеном Ву, Нилом Кругом и Джеффом Фростом.

## Синглы
В поддержку альбома было выпущено четыре сингла. Первый сингл «The Animals» был выпущен 28 февраля 2018 года. Также к нему был выпущен музыкальный клип режиссёра Фернандо Ногари. Вторым синглом стала композиция «The Island», её выпустили 16 августа 2018 года, вместе с музыкальным клипом режиссёра Брайана М. Фергюсона. Третий сингл «Far From Home» был выпущен 29 ноября. Четвёртый сингл «Deadzone» был выпущен перед туром по Северной Америке и Великобритании 15 сентября 2019 года. Он сопровождался музыкальным клипом, который снова снял Брайан М. Фергюсон.

## Выпуск
Изначально альбом должен был быть выпущен 12 октября 2018 года, но дата выхода была перенесена на январь 2019 года, а затем на февраль 2019 года. Ladytron был выпущен 1 февраля 2019 года на платформе PledgeMusic, а 15 февраля на K7.

## Список композиций
| №                   | Название                  | Автор(ы)                  | Продюсеры                       | Длительность |
| ------------------- | ------------------------- | ------------------------- | ------------------------------- | ------------ |
| 1.                  | «Until the Fire»          | Дэниел Хант               | Ladytron Джим Аббисс Эд Хартвел | 5:34         |
| 2.                  | «The Island»              | Марни, Хелен Джонни Скотт | Ladytron Скотт Аббисс Хартвел   | 4:04         |
| 3.                  | «Tower of Glass»          | Хант                      | Ladytron Аббисс Хартвел         | 4:00         |
| 4.                  | «Far from Home»           | Хант                      | Ladytron Аббисс Хартвел         | 3:35         |
| 5.                  | «Paper Highways»          | Мира Аройо Вайс Кулер     | Ladytron Аройо Кулер            | 3:37         |
| 6.                  | «The Animals»             | Хант                      | Ladytron Аббисс Хартвел         | 4:32         |
| 7.                  | «Run»                     | Марни Рубен Ву            | Ladytron Аббисс Хартвел         | 2:51         |
| 8.                  | «Deadzone»                | Марни                     | Ladytron Аббисс Хартвел         | 4:26         |
| 9.                  | «Figurine»                | Хант Марни Ву             | Ladytron Аббисс Хартвел         | 4:06         |
| 10.                 | «You've Changed»          | Марни Скотт               | Ladytron Скотт Аббисс Хартвел   | 4:28         |
| 11.                 | «Horrorscope»             | Аройо Кулер               | Ladytron Аройо Кулер            | 3:20         |
| 12.                 | «The Mountain»            | Хант                      | Ladytron Аббисс Хартвел         | 4:32         |
| 13.                 | «Tomorrow Is Another Day» | Марни                     | Ladytron Аббисс Хартвел         | 4:36         |
| Общая длительность: | Общая длительность:       | Общая длительность:       | Общая длительность:             | 53:41        |

## Участники записи
Ladytron
- Мира Аройо
- Дэниел Хант
- Хелен Марни
- Рубен Ву

Приглашённые музыканты
- Игор Кавалера — ударные
- Билли Браун — барабаны
- Джон Гиббонс — духовые инструменты (трек 6)
- Дэниел Торн — духовые инструменты (трек 6)
- Дино Голлник — гитара (трек 11)

Технический персонал
- Джим Аббисс — звукорежиссёр, сведение (трек 6), продюсер (треки 1–4, 6–10, 12, 13)
- Мира Аройо — звукорежиссёр (треки 5, 11)
- Вайс Кулер — звукорежиссёр (треки 5, 11)
- Дэйв Пенсадо — звукорежиссёр (треки 5, 11)
- Джордж Чан — сведение (трек 6)
- Джонни Скотт — звукорежиссёр (треки 2, 10)
- Эдд Хартвел — сведение, звукорежиссёр (треки 1–4, 6–10, 12,13)
- Дэниел Вудворд — дополнительное сведение (трек 6)
- Мэтт Колтон — мастеринг

Дизайн
- Нил Круг
- Джефф Фрост
- Рубен Ву
- Андерс Ладегаард

## Чарты
| Чарты (2019)                               | Место |
| ------------------------------------------ | ----- |
| Scottish Singles and Albums (OCC)          | 26    |
| US Heatseekers Albums (Billboard)          | 3     |
| US Independent Albums (Billboard)          | 10    |
| US Top Dance/Electronic Albums (Billboard) | 13    |
| US Top Tastemaker Albums (Billboard)       | 16    |